# Stephanie Andujar
Stephanie Andujar, née le 15 juillet 1986 à New York, est une actrice américaine.

## Filmographie

### Actrice

#### Cinéma
- 2009 : Precious : Rita
- 2011 : Pariah : Pier Girl
- 2012 : See Girl Run : Alicia
- 2013 : Babygirl : Awilda
- 2014 : Balade entre les tombes : Cashier
- 2017 : Marjorie Prime de Michael Almereyda : Julie

#### Courts métrages
- 2008 : Awilda and a Bee

#### Séries télévisées
- 2007 : New York, unité spéciale (saison 9, épisode 8) : Latrice Munez
- 2010 : Mercy Hospital : Deanna
- 2014 : Orange Is the New Black : Rosa jeune (en)
- 2015 : Blindspot : Isabella DeChirico
- 2016-2017 : StephA: One Woman Show : rôles divers (Bony Day Day, Sofrita, Barry Bling, Sappy...)

### Autres
- 2016-2017 : StephA: One Woman Show - réalisatrice, scénariste, productrice, directrice de la photographie, monteuse, cascadeuse